# Israel Putnam

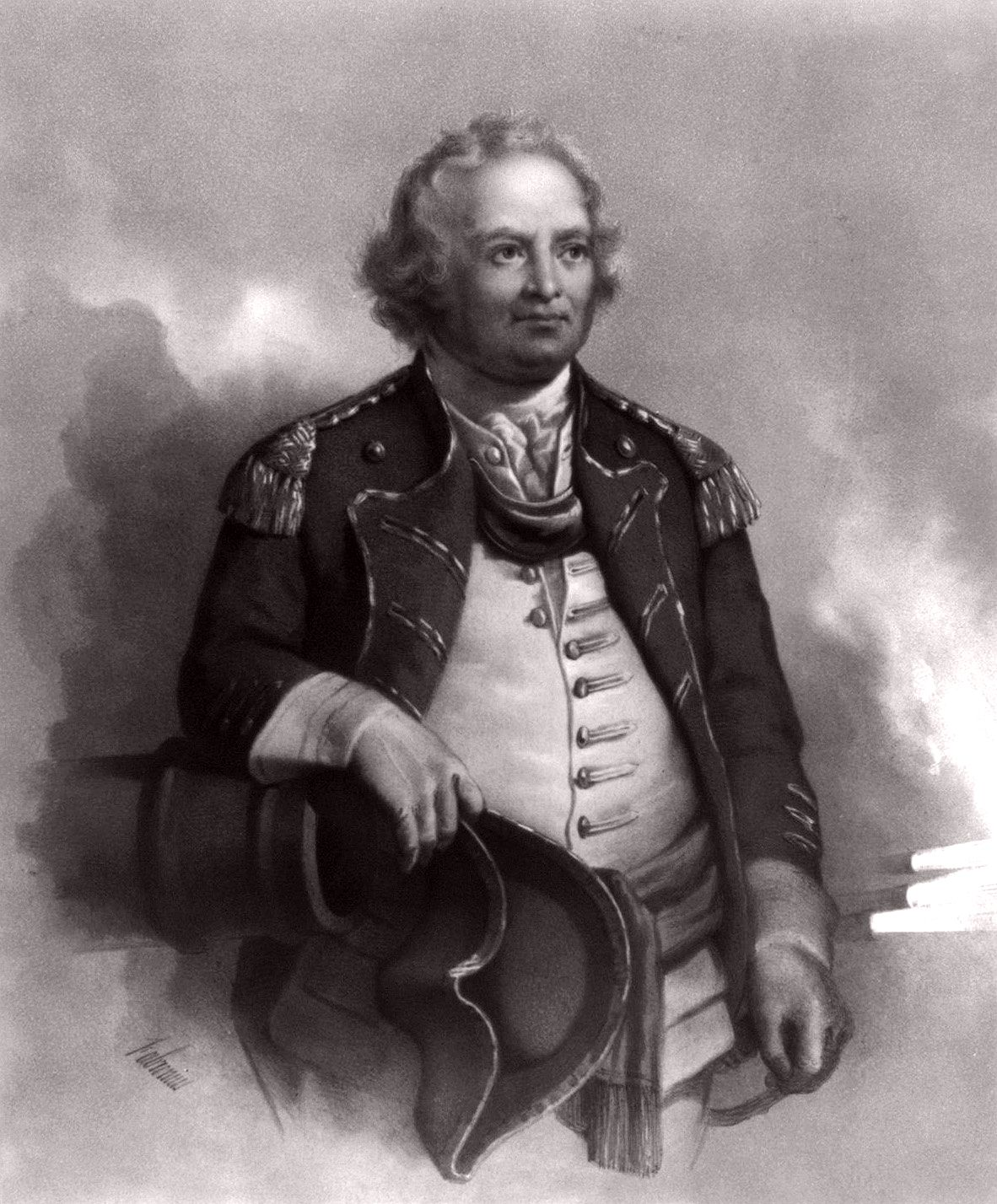
Gen. Maj. Israel Putnam

Israel Putnam (* 7. Januar 1718 in Salem Village (heute: Danvers), Province of Massachusetts Bay; † 29. Mai 1790 in Brooklyn, Connecticut) war US-amerikanischer General im Amerikanischen Unabhängigkeitskrieg.

## Leben

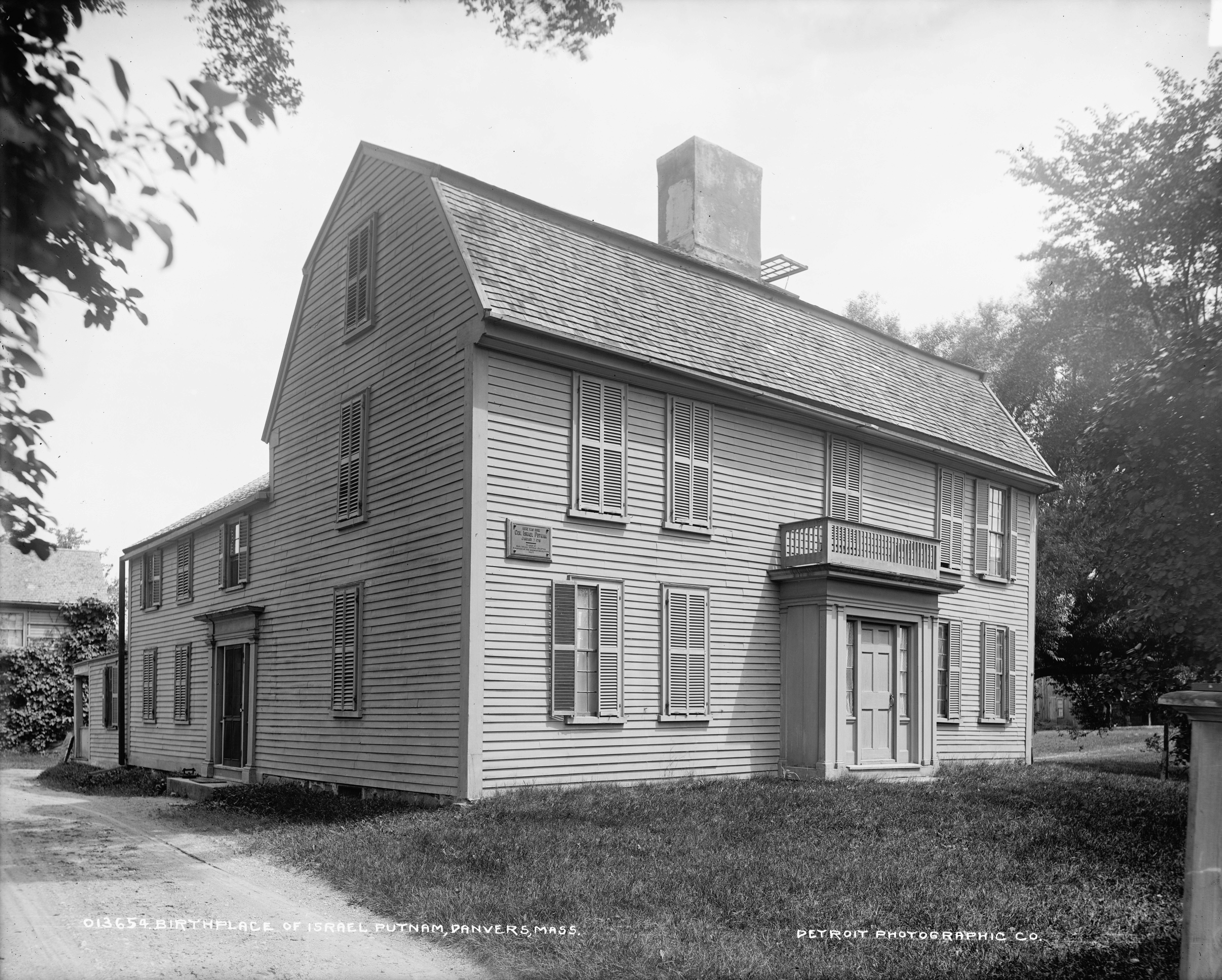
Israel Putnams Geburtshaus in Danvers, Massachusetts

1740 zog Putnam von Massachusetts nach Nordosten nach Connecticut. Während des Franzosen- und Indianerkrieges (1754–1763) diente er der britischen Krone bei Rogers’ Rangers. Er geriet in Gefangenschaft und wurde vor der Verbrennung am Marterpfahl gerettet, indem er gegen einen französischen Gefangenen ausgetauscht wurde. Er führte ein Regiment beim Angriff auf Fort Ticonderoga 1759 und auf Montreal 1760.
1762 war er einer der wenigen Überlebenden eines Schiffbruchs während der Eroberung Havannas von den Spaniern. Auf der Rückreise aus Kuba brachte er vermutlich die ersten Zigarren mit in seine Heimat Connecticut, wo bislang ausschließlich Pfeife geraucht wurde. 1766 wurde er im Zuge der Auseinandersetzung um das Stempelgesetz in die Provinzversammlung von Connecticut gewählt und war einer der Gründer der Gesellschaft Söhne der Freiheit in Connecticut.
Am Anfang des Amerikanischen Unabhängigkeitskrieges (1775–1783) führte Putnam ein Regiment der Connecticut-Miliz. Nach den Gefechten von Lexington und Concord führte er als Brigadier die Miliz nach Boston und wurde mit Ward, Lee und Schuyler zu den ersten Generalmajoren der Aufständischenarmee befördert, was damals deren höchster Rang war. Er kämpfte in den Schlachten von Bunker Hill (1775) und Long Island (1776). Nach seiner Niederlage auf Long Island wurde er von Oberbefehlshaber George Washington für Rekrutierungszwecke eingesetzt. 1777 erhielt er wieder ein Kommando während des Saratoga-Feldzugs. Ende 1779 wurde er bei einem Schlaganfall gelähmt, was seine militärische Karriere beendete.
Putnam starb 1790 in Brooklyn/Connecticut, wo er begraben wurde. 1888 wurden seine sterblichen Überreste in einem Sarkophag in das Fundament eines neuerrichteten Monuments in Brooklyn eingemauert. Sein Grabstein befindet sich heute im 1879 errichteten State Capitol in Hartfort, Connecticut, USA.
Nach Israel Putnam sind etwa zehn Orte und Countys in den USA benannt. Christian Friedrich Daniel Schubart setzte ihm 1775 in seinem „Freiheitslied eines Kolonisten“ ein Denkmal mit den Zeilen: Ha, Vater Putnam lenkt den Sturm, / Und teilt mit uns Gefahr; / Uns leuchtet wie ein Pharusturm / Sein silbernes Haar!.